# Eumerus iidai
Eumerus iidai är en tvåvingeart som beskrevs av Tokuichi Shiraki 1952. Eumerus iidai ingår i släktet månblomflugor, och familjen blomflugor. Inga underarter finns listade i Catalogue of Life.